# Elie Saab
Elie Saab (Beiroet, 4 juli 1964) is een Libanees modeontwerper. Als detaillering gebruikt Saab onder andere pailletten, parels en diamanten.

## Biografie
Elie Saab begon op 9-jarige leeftijd kleding te maken voor zijn zussen. Niet veel later verkocht hij zijn creaties aan vrouwen in de buurt. Saab is autodidact.
In 1981 verhuisde hij naar Parijs om mode te studeren. Hij verhuisde niet veel later weer terug naar Beiroet waarna hij in 1982, op 18-jarige leeftijd, zijn eerste modeatelier in Beiroet opende. Hij beschouwde zichzelf als volleerd modeontwerper en had in die periode twaalf mensen onder zich werken. Niet veel maanden later presenteerde hij zijn eerste collectie aan het vrouwelijke publiek.
Saab was de eerste persoon van niet-Italiaanse afkomst die in 1997 lid werd van de Camera Nazionale della Moda en kreeg de mogelijkheid om in datzelfde jaar zijn eerste collectie te tonen in Rome. In 1998 vertoonde hij zijn eerste ready-to-wear-collectie in Milaan en niet veel later werd hij uitgenodigd om in Monaco een collectie te tonen waar prinses Stéphanie van Monaco bij aanwezig was.
In 2000 werd hij uitgenodigd door de Chambre Syndicale De La Haute Couture om zijn collecties te tonen. Hij presenteerde vier collecties per jaar, zowel haute couture als ready-to-wear, waarna hij zes jaar later een officieel lid werd van de modegemeenschap. In 2007 opende hij zijn eerste boetiek in Parijs.
Nadat Halle Berry in 2002 gekleed ging in een jurk van Elie Saab bij de Oscars (waar ze een Oscar voor beste actrice won) werden zijn ontwerpen wereldwijd bekend. In 2003 droeg Halle Berry bij de Oscaruitreikingen wederom een jurk van Elie Saab.